# Vibrator (seksueel hulpmiddel)

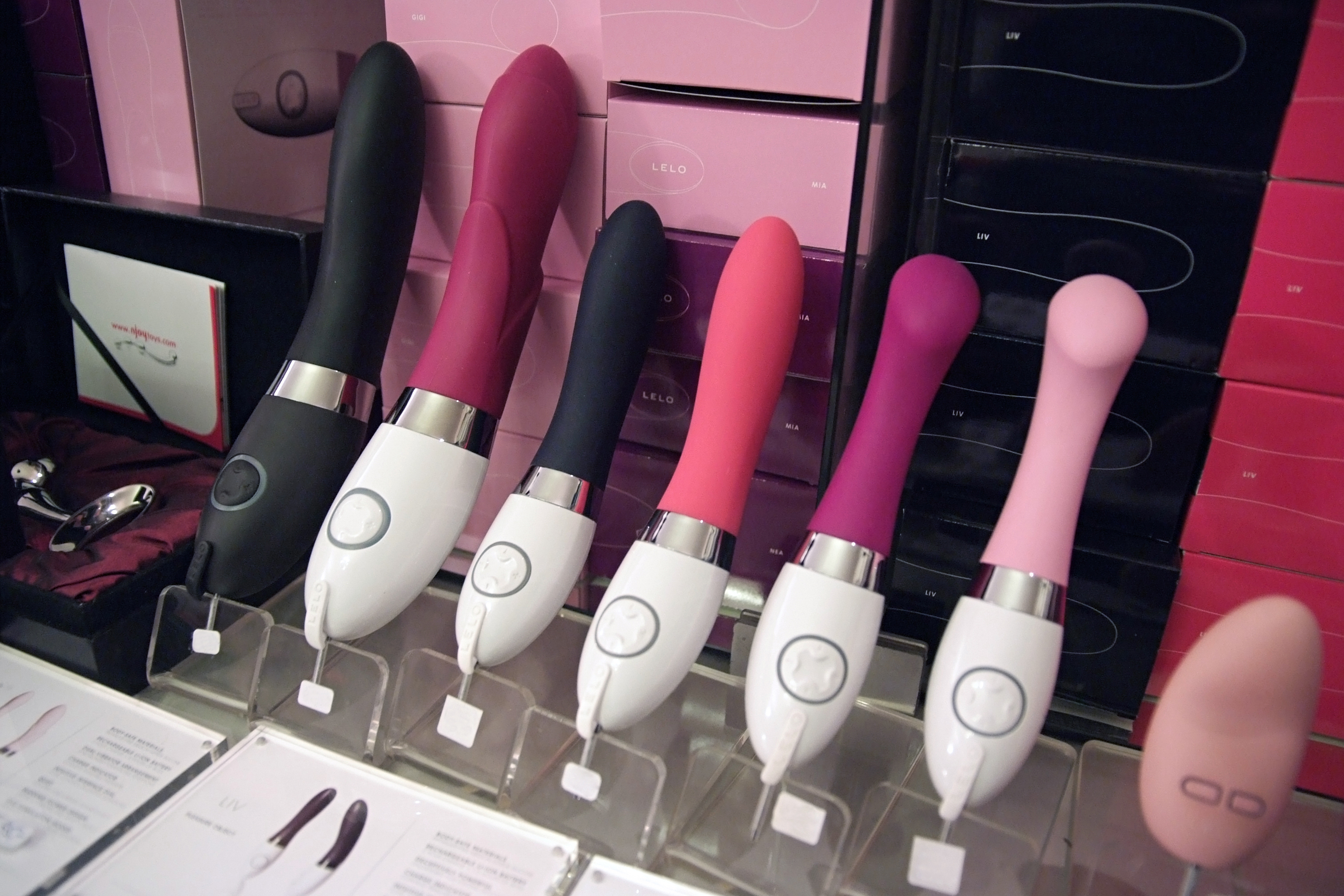
Ergonomisch gevormde staafvibratoren

Een vibrator is een seksueel hulpmiddel voor het stimuleren van seksuele opwinding door mechanische trillingen.

## Geschiedenis
De vibrator is in 1880 uitgevonden en kreeg rond 1900 ruimere bekendheid. De in 1989 gepubliceerde theorie dat de vibrator hoofdzakelijk door dokters ingezet werd ter bestrijding van psychische klachten zoals hysterie, werd dertig jaren later weer tegengesproken.
De vibrator kende vooral vanaf de jaren zestig opgang toen onder invloed van de vrouwenemancipatie vele seksuele taboes op de schop gingen en bespreekbaar werden.
Uit cijfers uit 2002 van Nederlandse leveranciers van erotische gebruiksproducten blijkt dat jaarlijks meer dan één miljoen vibrators in Nederland verkocht worden.

## Techniek

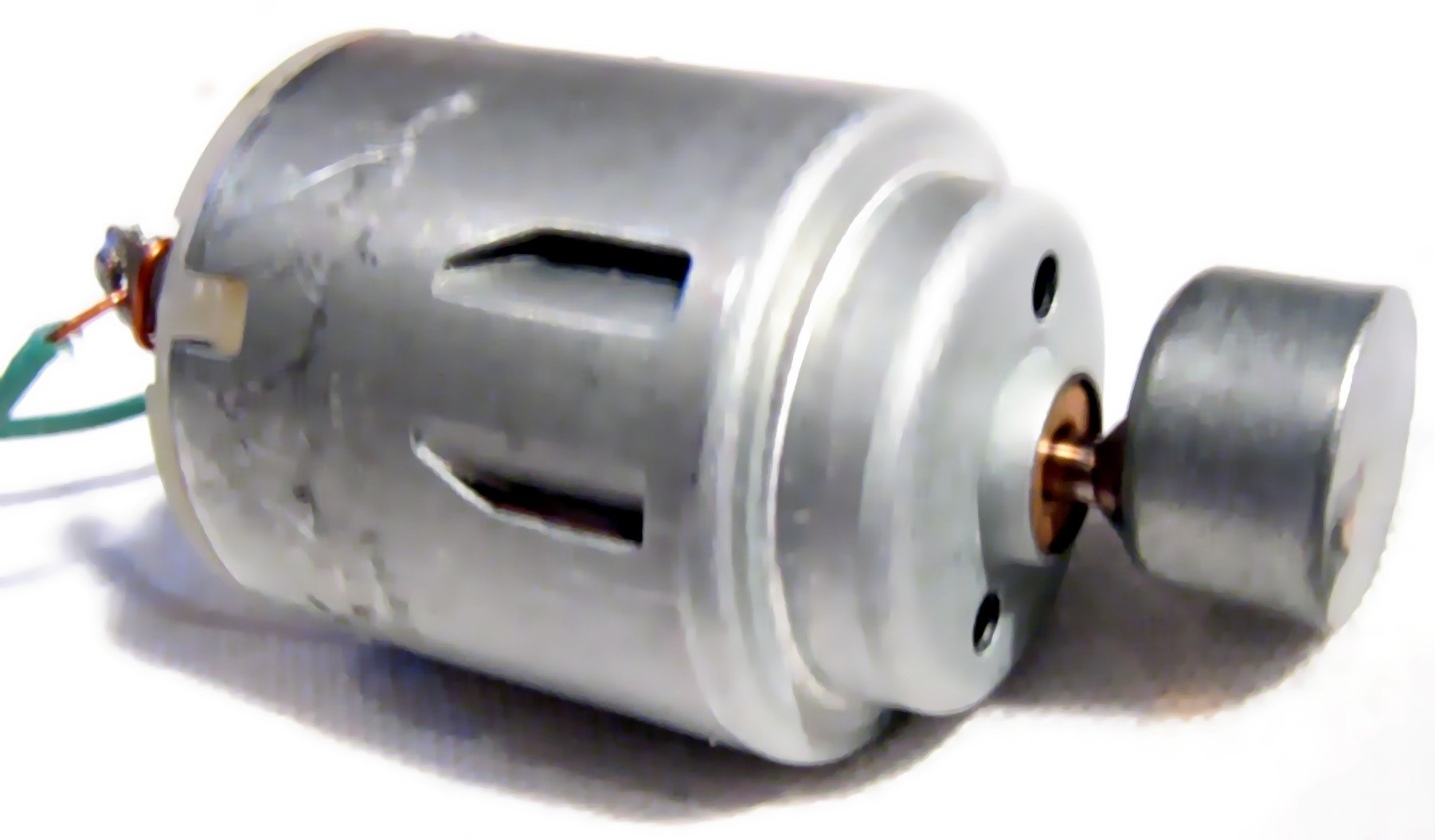
Een trilmotor uit een vibrator

De trillingen van het apparaat worden opgewekt door een of meerdere trilelementen. Stootbewegingen kunnen gecreëerd worden door middel van een spoel en een magneet (pulsators). Ook zijn er vibrators die golvende bewegingen kunnen maken. Over het algemeen werkt een vibrator tegenwoordig op een accu, goedkopere modellen gebruiken nog steeds batterijen. Vibrators kunnen voorzien zijn van een elektronische aansturing waarmee het trilpatroon, de frequentie en de amplitude gekozen kan worden.
In 2014 zijn vibrators op de markt gekomen die luchtdrukgolven creëren.  Ze creëren een onderdruk, waardoor de clitoris een klein beetje naar binnen wordt gezogen. Vervolgens wordt de clitoris gestimuleerd door pulserende luchtdrukgolven.

## Gebruik
Zowel vrouwen als mannen kunnen een vibrator gebruiken om seksueel genot op te wekken. De trillingen kunnen een prettig gevoel geven dat een aanvulling is op handmatig masturberen. Ook tussen partners kan een vibrator worden gebruikt. De vibrator kan dan bijvoorbeeld worden gebruikt om een partner tot een orgasme te brengen, of om lustgevoelens te versterken tijdens het voorspel. Bij een vibrator wordt vaak een glijmiddel gebruikt, bij anaal gebruik is dit zelfs noodzakelijk.

## Modellen
Er zijn vibrators voor uitwendig (stimulatie) en voor inwendig gebruik (penetratie). Belangrijke vibratormodellen zijn:
- Staafvibrator: een vibrator in de vorm van een staaf voor inwendig gebruik.
- Realistische vibrator; een staafvibrator als penisreplica.
- Luchtdrukvibrator: stimuleert de clitoris door middel van luchtdrukgolven.
- Tarzan- of rabbitvibrator: een staafvibrator met een stimulatiegedeelte voor de clitoris.
- Stimulator: een kleine vibrator voor uitwendige stimulatie van de clitoris.
- Trilei: een eivormige inbrengbare vibrator.
- Massager: een krachtige vibrator voor uitwendig gebruik die ook gebruikt kan worden voor massages.
- G-spotvibrator: vibrator met gebogen uiteinde, voor stimulatie van de g-spot.
- Koppelvibrator: vibrator die door de vrouw gedragen wordt tijdens penetratie.
- Anale vibrator: vibrator specifiek voor anaal gebruik.
- Prostaatvibrator: anale vibrator om de mannelijke prostaat te stimuleren.
- Vibrerende penisring: ringvormige vibrator voor rond de penis.
- Masturbator: Een vibrator voor rondom de penis.
- Combinatievibrator: Vibrator voor gelijktijdig vaginaal en anaal gebruik.

## Bediening
Sommige vibrators kunnen op afstand bediend worden of gekoppeld worden aan een smartphone. Hierdoor zijn de vibrators nauwkeurig aan te sturen en kunnen door een partner bediend worden, zowel van dichtbij als ver weg (teledildonica). Inwendige vibrators zoals trileitjes zijn met een afstandbediening ook geschikt om onder kleding te dragen.

## Materiaal
Vibrators zijn aan de buitenkant meestal gemaakt van kunststoffen zoals ABS, siliconen en pvc. Vibrators die van zacht pvc zijn gemaakt bevatten soms ftalaten als weekmakers, bleek uit een onderzoek uit 2011 van de Nederlandse Voedsel- en Warenautoriteit. Het risico van gezondheidsschade door ftalaten is gering zolang de producten minder dan twee uur per week worden gebruikt, maar vibrators met ftalaten worden over het algemeen afgeraden. De vibrators in het hogere prijssegment hebben vrijwel altijd een buitenlaag van siliconen.